# Leandro Somoza
Leandro Daniel Somoza (Buenos Aires, 26 de janeiro de 1981) é um ex-futebolista profissional argentino que jogava como meia.

## Carreira

### Velez
Somoza começou a carreira em 2001 no Vélez Sarsfield, onde ficou até 2006, quando acertou com o Villarreal por € 4 milhões. Pelo Vélez Sarsfield, foi campeão do Campeonato Argentino (Clausura) em 2005. Em 2007, foi emprestado ao Real Betis até 2008 por € 720.000 mil com o passe fixado em € 4,5 milhões. Ao fim do seu contrato, acertou sua volta para o Vélez Sarsfield. Foi campeão do Campeonato Argentino (Clausura) em 2009.

### Boca Juniors
Em 14 de janeiro de 2011, Somoza acertou com o Boca Juniors.

### Lanús
Somoza integrou o Club Atlético Lanús‎ na campanha vitoriosa da Copa Sul-Americana de 2013.

## Estatísticas
Até 17 de abril de 2012.

### Clubes
| Clube             | Temporada         | Campeonato nacional | Campeonato nacional | Copa nacional[a] | Copa nacional[a] | Competições continentais[b] | Competições continentais[b] | Outros torneios[c] | Outros torneios[c] | Total | Total |
| Clube             | Temporada         | Jogos               | Gols                | Jogos            | Gols             | Jogos                       | Gols                        | Jogos              | Gols               | Jogos | Gols  |
| ----------------- | ----------------- | ------------------- | ------------------- | ---------------- | ---------------- | --------------------------- | --------------------------- | ------------------ | ------------------ | ----- | ----- |
| Boca Juniors      | 2010-11           | 0                   | 0                   | 0                | 0                | 0                           | 0                           | 0                  | 0                  | 0     | 0     |
| Boca Juniors      | 2011-12           | 0                   | 0                   | 0                | 0                | 0                           | 0                           | 0                  | 0                  | 0     | 0     |
| Boca Juniors      | Total             | 0                   | 0                   | 0                | 0                | 0                           | 0                           | 0                  | 0                  | 0     | 0     |
| Total na carreira | Total na carreira | 0                   | 0                   | 0                | 0                | 0                           | 0                           | 0                  | 0                  | 0     | 0     |

- a. ^ Jogos da Copa Argentina
- b. ^ Jogos da Copa Libertadores
- c. ^ Jogos do Jogo amistoso

## Títulos
Vélez Sársfield
- Campeonato Argentino (Clausura): 2005 e 2009

Boca Juniors
- Campeonato Argentino (Apertura): 2011
- Copa Argentina: 2012

Lanús
- Copa Sul-Americana: 2013